# U-214
U-214 – niemiecki okręt podwodny (U-Boot) typu VII D z okresu II wojny światowej. Okręt wszedł do służby w 1941 roku.

## Historia
Okręt odbył szkolenie w 5.Flotylli, od maja 1942 roku włączony do 9. Flotylli jako okręt bojowy. Odbył 11 patroli bojowych, podczas których zatopił 3 statki o łącznej pojemności 18.266 BRT, być może okręt podwodny USS „Dorado” (1.525 t, na minach – możliwe również zatopienie przez friendly fire), uszkodził jeden statek (6.507 BRT) i krążownik pomocniczy HMS „Cheshire”, 10.552 BRT, na minach).
Zatopiony 26 lipca 1944 roku w kanale La Manche na południowy wschód od Eddystone bombami głębinowymi fregaty HMS „Cooke”. Zginęła cała – 48-osobowa załoga.